# Joutolampi
Joutolampi eller Juotolampi är en sjö i Finland. Den ligger i kommunen Sodankylä i landskapet Lappland, i den norra delen av landet, 800 km norr om huvudstaden Helsingfors. Juotolampi ligger 242,5 meter över havet. Arean är 13,1 hektar och strandlinjen är 1,95 kilometer lång. Sjön  ingår i Kemi älvs huvudavrinningsområde. 